# لجنة روسيا لمناهضة الحرب
لجنة روسيا لمناهضة الحرب (بالروسية: Антивоенный комитет России) هي منظمة تكونت من مجموعة من الشخصيات العامة الروسية المقيمة أو المنفية في الخارج، بهدف معارضة حكم فلاديمير بوتين بعد الغزو الروسي لأوكرانيا في 2022. ومن خلال مشروعها المسمى «مشروع الفلك»، تعمل المنظمة على تنسيق الموارد من أجل مساعدة المهاجرين من روسيا على أثر الحرب.

## التأسيس
تأسست لجنة روسيا لمناهضة الحرب في 27 فبراير 2022، بواسطة مجموعة من الشخصيات العامة الروسية. وحددت هدفها في مكافحة حكم فلاديمير بوتين الذي تقول أنه مسؤول عن الحرب في أوكرانيا، وتصف اللجنة حكم بوتين بأنه ديكتاتوري. لاحظت صحيفة موسكو تايمز أهمية الجهد المنسق القائم في اللجنة والذي يعد مختلفًا عن حالة التنازع الداخلي الذي تتصف به أحزاب المعارضة في روسيا. من أعضاء المنظمة البارزين، ميخائيل خودوركوفسكي، المدير التنفيذي لشركة النفض يوكوس، رئيس الوزراء الأسبق ميخائيل كاسيانوف، بطل الشطرنج العالمي جاري كاسباروف، عالما الاقتصاد سيرجي ألكسشينكو وسيرجي جوريف، المؤرخ فلاديمير كارا-مورزا، عضو أكاديمية العلوم الروسية يوري بيفوفاروف، السياسي ديمتري جودكوف، رائد الأعمال بوريس زيمن ويفجيني تشيشفاركن، الكاتب فيكتور شيندروفيتش والصحفي يفجيني كسليوف. تستخدم المنظمة علم أبيض-أزرق-أبيض وشعار السلام بألوان علم أوكرانيا على موقعها الإلكتروني.

## الأهداف
طالبت اللجنة حكومات جميع البلدان باتخاذ وقفة حازمة ضد من يخرقون القانون الدولي. وطالبت المواطنين الروس بتوحيد أنفسهم في مجابهة الديكتاتورية العدوانية لفلاديمير بوتين - بغض النظر عن الاختلافات السياسية، والتفرعات الأيديولوجية والنزعات الشخصية.

## المبادرات والنشاطات
أطلقت اللجنة نداءات لعموم الناس والدول الغربية ومجموعات محددة مثل أعضاء حزب روسيا الموحدة، الحزب الحاكم في روسيا. في 4 مارس، أطلقت اللجنة نداءً مباشرًا إلى الروس قبل يومين من انطلاق احتجاجات مخطط لها في موسكو. أطلقت اللجنة نداءً أيضًا لسيرجي برين، عضو مجلس مديري شركة ألفابت.
تدير اللجنة مشروع الفلك الذي يهدف إلى تقديم الدعم للروس الذين قرروا مغادرة روسيا بسبب الحرب. وعبر هذا المشروع، تدعم اللجنة المهاجرين الروس في إيجاد مساكن وفتح حسابات مصرفية وأنواع أخرى من الدعم. ويُنسَّق هذا الدعم جزئيًّا عبر متطوعين في يريفان (أرمينيا) وإسطنبول (تركيا)، إلى جانب ذلك تقدم اللجنة الدعم القانوني في مناطق أخرى.
أعلنت لجنة روسيا لمناهضة الحرب أن التبرعات المجموعة ضمن مبادرة إشراق الشمس ستوفر المساعدات الإنسانية في صورة غذاء ودواء وملابس ومنتجات صحية للناس الذين يعيشون في أوكرانيا خلال الحرب.